# 올로프 멜베리
에릭 올로프 멜베리(스웨덴어: Erik Olof Mellberg, 1977년 9월 3일 ~ )는 스웨덴의 전직 축구 선수이자 현 축구 지도자로 현재 미국 메이저 리그 사커 세인트루이스 시티의 사령탑을 맡고 있으며 FIFA 센추리클럽에 가입한 11명의 스웨덴 국가대표팀 선수 중 한명이다.

## 클럽 경력

### 초기 경력
1996 시즌을 앞두고 알스벤스칸의 데게르포르스 IF에 입단하며 프로에 전격 입문한 뒤 2시즌동안 47경기에 출전하며 팀의 주축 수비수로 활약하다가 1998 시즌을 앞두고 알스벤스칸의 명문 AIK 포트볼로 이적 후 공식전 18경기에 출전하며 팀의 리그 우승을 맛보았다.

### 라싱 산탄데르
1998-99 시즌을 앞두고 스페인 라리가의 라싱 산탄데르로 이적 후 2000-01 시즌까지 공식전 113경기를 소화하며 2번의 코파 델 레이 8강 진출(1998-99, 2000-01)에 기여했다.

### 애스턴 빌라
2000-01 시즌을 마친 후 잉글랜드 프리미어리그의 애스턴 빌라로 이적하여 2007-08 시즌까지 7시즌동안 공식전 260경기 8골을 기록하며 2001년 UEFA 인터토토컵 우승, 2003-04 시즌 EFL컵 4강 진출, 2번의 리그 6위(2003-04, 2007-08)의 성적에 기여하는 등 애스턴 빌라의 핵심 수비수로 맹활약을 펼쳤다.

### 유벤투스 FC
2008-09 시즌에는 이탈리아 세리에 A의 유벤투스 FC에서 공식전 38경기 2골을 기록하며 세리에 A 2008-09 준우승, 코파 이탈리아 2008-09 4강 진출 등에 일조했다.

### 올림피아코스 FC
2009-10 시즌을 앞두고 그리스 수페르리가 엘라다의 명문 올림피아코스 FC로 이적한 후 2011-12 시즌까지 공식전 103경기 9골의 준수한 성적을 거두며 2009-10년 UEFA 챔피언스리그 16강, 2010-11 시즌 리그 우승, 2011-12 시즌 더블 달성(리그 우승, 그리스 컵 우승), 2011-12년 UEFA 유로파리그 16강 진출 등의 성과에 이바지했다.

### 비야레알 CF
2011-12 시즌을 마친 후 스페인 세군다 디비시온의 비야레알 CF로 트레이드되어 2012-13 시즌 리그 29경기 2골을 기록하며 팀의 준우승 및 2년만의 라리가 복귀를 이끌었다.

### FC 코펜하겐
2013-14 시즌에는 덴마크 수페르리가의 FC 코펜하겐 소속으로 공식전 29경기 4골을 기록하며 리그 준우승, 덴마크컵 준우승 등을 이끈 뒤 2013-14 시즌을 끝으로 프로 통산 636경기 26골의 기록을 남기고 18년간의 현역 생활에 마침표를 찍었다.

## 국가대표팀 경력

### 스웨덴 U-21 대표팀
1996년부터 3년동안 스웨덴 U-21 대표팀의 일원으로 27경기 4골을 기록하며 1998년 UEFA 유러피언 U-21 챔피언십 8강 진출에 일조했다.

### 스웨덴 A대표팀
2000년 2월 23일 이탈리아와의 친선 경기에서 스웨덴 A대표팀 소속으로 국제 A매치 데뷔전을 치른 뒤 2002년 FIFA 월드컵에 출전하여 팀의 16강 진출에 일조했고 1년 후인 2003년 9월 10일 폴란드와의 UEFA 유로 2004 예선 4조 7차전에서 A매치 데뷔골을 신고했다.
그 후 UEFA 유로 2004 본선에서는 팀의 주장을 맡아 8강 진출을 이끌었지만 네덜란드와의 8강전 승부차기에서 상대팀 골키퍼인 에드빈 판 데르 사르의 선방에 막히며 12년만의 유로 대회 4강 진출 문턱에서 주저앉았고 2년 뒤에 열린 2006년 FIFA 월드컵에서도 팀의 주장을 맡아 2회 연속 월드컵 16강 진출을 이끌었지만 16강에서 홈팀 독일에 0-2로 완패하며 12년만의 월드컵 8강 진출이 좌절되었으며 2010년 3월 3일에 열린 웨일스와의 친선 원정 경기에서는 개인 A매치 통산 100번째 경기에 출전하며 FIFA 센추리클럽 가입을 이뤄냈다.
이후 2번의 유로 대회 본선(2008년, 2012년)에 더 참가하여 이 중 잉글랜드와의 UEFA 유로 2008 본선 D조 2차전에서 상대팀인 글렌 존슨의 자책골을 유도하며 맨 오브 더 매치에 선정되기도 했으며 프랑스와의 D조 최종전을 끝으로 국가대표팀 은퇴를 선언했다.

## 지도자 경력

### 스웨덴 리그
2016 시즌을 앞두고 에탄 포트볼 소속팀인 IF 브롬마포이카르나의 사령탑으로 본격적인 지도자 커리어를 시작하자마자 2016 시즌 에탄 포트볼 노라 우승 및 차기 시즌 수페레탄 승격을 이끈 뒤 2017 시즌 수페레탄에서도 우승을 차지하며 4년만의 알스벤스칸 복귀를 이끄는 등 2시즌동안 44승 14무 9패의 높은 승률을 기록했다.
그 후 2019-20 시즌을 앞두고 덴마크 퍼스트 디비전의 프레마드 아마게르의 사령탑으로 부임하여 8경기 3승 3무 2패의 준수한 성적을 거두었음에도 단 2개월만에 물러났고 그 후 헬싱보리 IF의 사령탑으로 부임했지만 2020 시즌까지 38경기 8승 11무 19패의 부진한 성적에 그치면서 팀의 2020 시즌 수페레탄 강등을 막지 못했다.
이후 2023 시즌을 앞두고 지도자 커리어 첫번째 팀인 IF 브롬마포이카르나의 사령탑으로 6년만에 복귀한 뒤 2시즌동안 역임하며 2024 시즌 알스벤스칸에서 10위라는 구단 역사상 스웨덴 최상위 리그 역대 최고 성적을 이끌었으며 2024 시즌을 마친 후 감독직에서 물러났다.

### 세인트루이스 시티
2025 시즌을 앞두고 미국 메이저 리그 사커의 세인트루이스 시티의 사령탑으로 전격 부임하며 선수와 지도자 커리어를 통틀어 처음으로 북미 무대에 진출했다.

## 수상 경력
AIK
- 스웨덴 리그 (1998)

애스턴 빌라
- 인터토토컵 우승 (2001)

개인
- 스웨덴 올해의 축구 선수 (굴드볼렌) (2003)

## 같이 보기
- A매치 100경기 이상 출전한 축구 선수 명단